# 1961年の国際連合事務総長の選出
1961年の国際連合事務総長の選出は、在任中のダグ・ハマーショルド事務総長が飛行機事故により死亡したことにより急遽行われた。
当初、ソ連は事務総長をトロイカ体制に置き換えようとしていたが、ハマーショルドの残任期間を務める事務総長代行を任命することで合意した。2週間の議論の末、米ソ両国が受け入れ可能な唯一の候補者として、ビルマのウ・タントが浮上した。しかし、米ソは事務次長の数をめぐってさらに4週間議論し、最終的にはウ・タント自身が決定することで決着した。ウ・タントは満場一致で選出され、1963年4月10日までの残任期間を務めることとなった。
1962年には任期が5年に延長され、1966年には2期目（1971年12月31日まで）に再選された。ウ・タントの任期は合計10年2か月で、史上最長である。これ以降の事務総長は、全て任期が最長で2期であり、1期はちょうど5年で、1月1日に始まり、5年後の12月31日に終了している。

## 背景
ダグ・ハマーショルド事務総長は、コンゴ危機に積極的に関わり、国連平和維持活動を監督するために頻繁に戦地に赴いていた。1961年9月18日、ハマーショルドはカタンガ州（カタンガ共和国）の反政府指導者モイーズ・チョンベと会談するため、北ローデシアのンドラへ飛行機で向かっていた。飛行機は飛行場を2回旋回した後に墜落し、ハマーショルドを含む乗員乗客全員が死亡した（1961年国連チャーター機墜落事故）。
この墜落事故により、国連では後継者の事務総長を選出する必要が生じた。

## 後継者危機
ソ連は、事務総長を置く代わりに、冷戦時代における「3つの世界」（東側諸国・西側諸国・第三世界）から1人ずつ指名された3人によるトロイカ体制を採用することを推し進めていた。ソ連は、13人の事務次長のうち、ソ連のゲオルギー・P・アルカデフ、アメリカのラルフ・バンチ、インドのチャクラバルティ・V・ナラシンハンの3人を指名することを推奨した。しかし、アメリカのジョン・F・ケネディ大統領は「トロイカは馬は3頭いても御者は1人しかいない」と反対した。9月22日、アメリカのディーン・ラスク国務長官は「（後継の事務総長を）直ちに合意することはできない」と認め、事務総長職代行を置くことを提案した。
国連憲章には事務総長が任期途中で職務を執行できなくなった場合についての規定がないため、ハマーショルドの後任を探す問題は、いくつかの法的な問題を含んでいた。アメリカとイギリスは、ハマーショルドの残任期間については、総会が独自に決定できると主張した。ヨーロッパの数か国は、「事務総長」と呼ばれる人物を選ぶには安全保障理事会の決議が必要であるため、総会が決定した者が「事務総長代行」という肩書きを持つことはできないと指摘した。ソ連、インド、アイルランド、スカンジナビア諸国は、ハマーショルドの後任を選ぶためには安全保障理事会の決議が必要だと主張した。

## 候補者
| 公式の候補者 | 公式の候補者   | 公式の候補者           | 公式の候補者         | 公式の候補者 |
| ------------ | -------------- | ---------------------- | -------------------- | ------------ |
| 肖像         | 候補者         | 地位                   | 地域グループ         |              |
|              | モンギ・スリム | 国際連合総会議長       | 中東                 |              |
|              | ウ・タント     | 国際連合コンゴ活動議長 | 東ヨーロッパ・アジア |              |

## 交渉
9月21日、チュニジアのモンギ・スリムが総会議長に選出された。アメリカは、スリム総会議長が事務総長の任務を遂行し、総会議長の任務は総会副議長の一人に委任するという案を出した。しかし、スリム総会議長は、安全保障理事会が候補者を勧告してからでないと総会は動かないと主張した。安全保障理事会議長のリベリアのネイサン・バーンズは、この問題に関する常任理事国の協議を手配しようとした。しかしソ連は、国連の中国代表が中華民国になっていることに抗議して、中国国民党の蔣廷黻大使が参加する会議への出席を拒否した。
常任理事国の協議が拒否された後、米ソ2か国で事務総長職について交渉した。9月29日、ソ連のワレリアン・ゾリン大使は、アメリカのアドレー・スティーブンソン大使と会談し、その後1週間で合意に近づいた。ソ連は事務総長代行を一人に絞ることに合意し、アメリカはスリム総会議長を外してウ・タントを指名した。アラブ諸国も、ビルマがイスラエルと外交関係を持っているにもかかわらず、ウ・タントを受け入れようとしていた。ウ・タントに反対したのは、西ヨーロッパ、ラテンアメリカ、アフリカのフランス語圏の国々だった。

### 詳細についての交渉
ハマーショルドの後継者についてはすぐに合意ができたが、その詳細については米ソで対立していた。ソ連は、「事務総長代行」として指名し、事務総長代行は事務次長と「合意の上で」行動することを宣言しなければならないとしていた。アメリカは、安全保障理事会が指名できるのは（代行ではない）事務総長であり、暫定事務総長を指名できるのは総会のみであると主張していた。また、アメリカは、事務総長には行動の自由がなければならないと主張していた。
主な意見の相違点は、事務次長の数だった。ソ連は当初、3人の補佐役による強制協議の規定を設けることを主張していたのに対し、アメリカは5人の補佐役による任意協議の規定を設けることを希望していた。アメリカは、西ヨーロッパからの1名を含む5名の補佐役を要求したが、ソ連は東ヨーロッパからの1名を含む6～7名の補佐役を提案した。
イギリスのパトリック・ディーン大使は、政府から7人案を受け入れて4人案は拒否するよう指示を受けた。ディーン大使は、アメリカのスティーブンソン大使に「最後の手段として」7人案を受け入れるよう説得した。しかし、アメリカ国務省は5人案しか受け入れられないという指示を出していた。
この膠着状態は、11月1日にスティーブンソン大使が「補佐役の数は事務総長が自分で決めて良い」と提案したことで、ようやく打開された。ウ・タントは、次官を5人にするか7人にするかをあらかじめ約束しない宣言書も作成した。

## 投票
安全保障理事会は11月3日に会合を開き、事務総長代行の候補としてウ・タントを総会に推薦する決議168を全会一致で採択した。
その日の午後、国連総会は安全保障理事会の勧告を受け入れることを無記名投票で決定した。103-0-0の満場一致で、総会はウ・タントを1963年4月10日までの任期で事務総長代行に任命した。

## 1962年の再選
1962年5月、アドレー・スティーブンソン大使は、ウ・タントの再選に賛成することを表明した。その後、ウ・タントは1962年10月のキューバ危機の解決に大きな役割を果たした。ソ連のニキータ・フルシチョフ首相がケネディ大統領に宛てた書簡の中で、ウ・タントを好意的に評価していたため、2期目の再選が確実となった。しかし、他の安全保障理事会理事国は、米ソが他の理事国に相談せずにウ・タントの再選を決めたことに困惑していた。
11月30日、安全保障理事会は秘密会合を開き、ウ・タントを1966年11月3日までの任期で任命することを勧告するコミュニケを採択した。ソ連のワレリアン・ゾリン大使は、現実に合致しているのはトロイカ体制のみだという主張を再度行った上で、キューバ危機での積極的な行動を評価して、ウ・タントに投票することにした。
ウ・タントは個人的な理由から、アメリカが望んでいた「ハマーショルドの任期満了から5年」ではなく、「自分が選出されてから5年」で2期目の任期を開始することを希望していた。安全保障理事会では正式な決議は採択されず、ウ・タントは今後、自身の就任から5年間を1期目とみなすことになった。
総会では109-0-0（1名欠席）で採択された。ウ・タントは事務総長代行から事務総長に昇格し、任期は、代行としての就任から5年後となる1966年11月3日までとなった。

## 1966年の再選
1966年、ウ・タントは米ソ両国の支持を得て無投票での再選が確実となった。唯一の問題は、彼が2期目の就任を受け入れるかどうかだった。9月1日、ウ・タントは「私は事務総長として2期目の立候補をしないことにした」という声明を発表した。ウ・タントは、12月2日の総会終了まで、後任者が決まるまでの間、留任することを申し出た。
しかし、ウ・タントの後継者として立候補する者は現れなかった。11月23日、ウ・タントはアメリカのアーサー・ゴールドバーグ大使に、メンツを保つための何かを理事会が与えてくれなければ決定を覆すことはできないと説明した。ウ・タントは、安全保障理事会議長および（中国を除く）全ての常任理事国と会談した。彼らはタントに行動の自由を約束し、「お飾りの事務員」にしないことを確約した。
12月2日、安全保障理事会は全会一致で、ウ・タントを総会に推薦する決議229を採択した。総会では120-0-1で、ウ・タントを国連事務総長として再任することが決議された。任期は1971年12月31日までとされ、以降の事務総長の任期も暦年に合わせることとなった。

## 1971年の選出
1971年1月18日、ウ・タントは「もう一期やるつもりはない」と宣言した。この発言を受けて、1月20日のマックス・ヤコブソンを皮切りに、複数の人物が立候補を表明した。しかし、特にソ連やフランス、第三世界の国々から、ウ・タントの続投を求める声が上がった。9月、ウ・タントは、自分の決断は「最終的かつ断固としたもの」であり、「たった2か月であっても」任期を超えて務めることはないと宣言した。11月に出血性潰瘍で治療を受けるなど、健康状態も悪化していた。
それでもソ連は、12月6日の常任理事国の第1回協議で、ウ・タントの起用を試みた。ソ連のヤコフ・マリク大使は「2週間の休暇を与えるべきだ」と、ウ・タントの健康状態に対する懸念を一蹴した。アメリカとイギリスは、ウ・タントの退任を認めるべきだと主張し、アメリカのウィリアム・P・ロジャース国務長官は、ジョージ・H・W・ブッシュ大使に必要であれば拒否権を行使するよう指示した。結局、投票でウ・タントの名前が挙がることはなく、12月31日の任期満了をもって退任した。ウ・タントは1974年11月25日に癌で亡くなった。